# Compartimentation
Pour l’article homonyme, voir  Compartimentation.

Les quatre barrières de compartimentage : 1/ barrière longitudinale, 2/ barrière frontale, 3/ barrière latérale, 4/ barrière dans le bois néoformé.

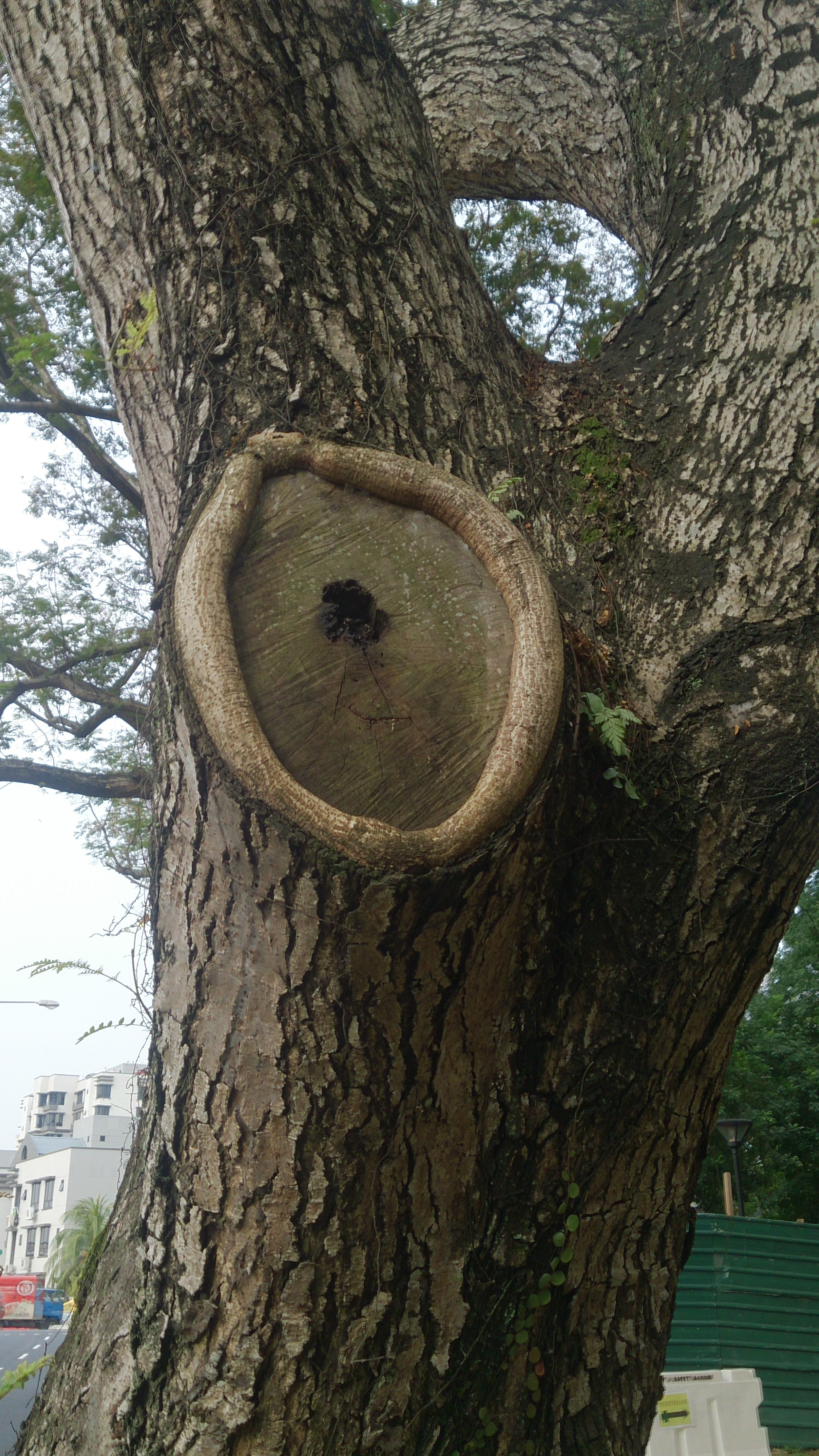
À la suite d'une taille ou d'une blessure, parallèlement à la compartimentation, se met en place un processus de restauration : le cambium accélère sa production de sève et édifie lentement, aux rebords de la plaie, un « bourrelet »

Le processus de compartimentation, initialement Compartmentalization of decay in trees ou Compartmentalization of damage in trees (CODIT) (en français « compartimentation de la pourriture dans les arbres » ou « compartimentation des dommages aux arbres ») est un concept énoncé à partir de la fin des années 1970 par le phytopathologiste américain spécialisé dans la biologie des arbres, Alex Shigo, pour décrire les mécanismes de défense du bois des arbres, colonisé par l'action d'agents phytopathogènes, en les isolant par des compartiments physico-chimique du bois (formation de quatre « cloisons » agissant comme des barrières physiques -cernes de croissance, rayons ligneux, vaisseaux de xylème et les bourrelets) et chimiques — thyllose, gommose, subérisation —).

## Description
Le développement d'agents pathogènes est favorisé par les stress biotiques et abiotiques (taille, pollution aérienne et souterraine, gel, stress hydrique, etc.) qui créent souvent des conditions favorisant le déploiement des agents biotiques, généralement des micro-organismes infectieux phytopathogènes qui s'installent la plupart du temps à la faveur de blessures ou d'un dépérissement. Des agents pathogènes peuvent aussi, plus difficilement, pénétrer directement dans la plante sans profiter des blessures, par les lenticelles, les stomates et d'autres ouvertures naturelles (hydathodes, nectaires).
Le système de défense fait intervenir trois processus distincts : synthèse de substances toxiques pour les pathogènes : terpénoïdes, polyphénols, tanins, résines...) ; mise en place de quatre barrières physiques et chimiques, compartimentation qui permet à l'arbre d'isoler les parties saines des parties infectées et si possible freiner voire éliminer ces dernières. Ce processus limitant la propagation des pathogènes semble sous contrôle génétique et être plus ou moins efficace suivant les espèces et les individus eux-mêmes. Les réactions chimiques font changer de couleur le bois de part et d'autre des blessures par des colonnes irrégulières, formant le « bois coloré ». Parallèlement à la compartimentation, des mécanismes de restauration se mettent en place : formation d'un bourrelet qui ferme progressivement la plaie et renforce mécaniquement l'encoche créer dans la structure.
« Petit à petit, en fonction de l'importance de la plaie et du potentiel de réaction de l’arbre, la blessure va se refermer (grâce au
nouveau bois créé annuellement) recouvrant la zone nécrosée qui va peut être continuer à se creuser en cavité qui bientôt évidera l’intérieur de l’arbre ».

## Évolution des concepts
Le "D" du CODIT, du mot anglais "Decay" signifiant pourriture, à successivement évolué tout d'abord en 'Dammage' dans les années 2010, signifiant "dommages" afin de mieux coller au réel phénomène, les arbres ne réagissant pas aux micro-organismes mais en réalité à l'ouverture à l'air. Depuis les productions récentes de Lynne Boody (2021), une nouvelle reconsidération de ce "D" a été proposée en anglais pour le transformer en "Dysfonctionnal Wood". En effet, l'hypothèse retenue aujourd'hui est que les micro-organismes se développent de manière préférentielle dans des milieux aérobiques, et qu'en réalité les champignons ne pénètrent pas les milieux anaérobiques tel que l'aubier, par nature emplie de sève xylemmiène et donc anaérobique. Le concept même du CODIT est par cette nouvelle hypothèse partiellement rediscuté, et par la même la notion de "parasitisme" des champignons lignivores.
Une discussion s'établit aujourd'hui en France sur une traduction opportune "Dysfonctionnal Wood" par "Non fonctionnel" semblant plus juste que "dysfonctionnel". En effet le "dysfonctionnel" exprime l'idée d'un dysfonctionnement, là ou au contraire, il pourrait s'agir d'une action dynamique ou d'une évolution naturelle. En utilisant "Non fonctionnel", la perte du "D" pose évidemment un problème fondamental dans l'usage très ancré de l'acronyme CODIT.
Le rôle des bourrelets, souvent nommé "bourrelets de recouvrement", à aujourd'hui aussi été partiellement rediscuté. Si dans la réaction face aux ouvertures de petits diamètres les bourrelets semblent en effet agir par recouvrement, un phénomène différent s'observe sur des ouvertures de diamètres plus importants. Les bourrelets dans ces situations s'enroulent sur eux-mêmes (le terme anglais woundwood pouvant être traduit pas "bois enroulé") ne cherchant plus à recouvrir, mais à renforcer l'endroit de la blessure qui avec une perte de bois fonctionnel de bois offre une résistance mécanique diminuée. Dans ce cas, ce sont les terme "bourrelets de renforcement" ou "bourrelets d'adaptation" qui devront être utilisés de manière préferentielle. C'est le terme "bourrelets de renforcement"  qui a été retenu dans la nouvelle édition de "la taille des arbres d'ornement" (Christophe Drénou, 2021).